# Díaz (achternaam)
Díaz of Diaz is een veel voorkomende Spaanstalige achternaam. Het is een patroniem dat "zoon van Diego" (Diederik) betekent. De naam komt oorspronkelijk uit het gebied van de Kroon van Castilië. De bekendste persoon met deze achternaam was Rodrigo Díaz de Vivar, oftewel 'El Cid'.
In Argentinië is Díaz de op acht na meest voorkomende eerste achternaam die 209.025 personen dragen (in Spanje en Latijns-Amerika hebben mensen twee achternamen waarvan de eerst het belangrijkst is). In Spanje heten 338.419 inwoners zo van de eerste achternaam en daarmee is het de veertiende achternaam van het land.